# Kachaks

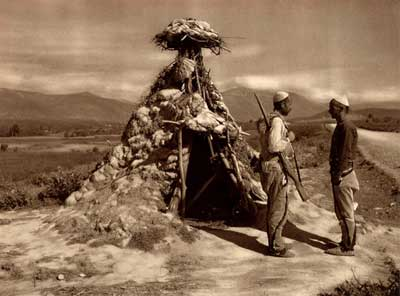
Rebeldes albaneses do Kosovo controlando uma estrada no Kosovo, década de 1920

Kachaks (em albanês:  kaçak, em sérvio:  качаци / kačaci ) é um termo usado para designar os rebeldes albaneses ativos no final do século XIX e início do século XX no norte da Albânia, Montenegro, Kosovo e Macedônia, e mais tarde como termo para as milícias de organizações revolucionárias albanesas contra o Reino da Sérvia (1910– 18) Reino da Iugoslávia (1918–24), denominado "Movimento Kaçak".

## Etimologia
A palavra é derivada do turco kaçak para "fora da lei".

## Contexto

### História

#### Movimento Kachak de 1920–24
O Comitê para a Defesa Nacional do Kosovo (em albanês:  Komiteti për Mbrojten Kombëtare e Kosovës) foi criada em Shkodër, sob Hasan Prishtina, em 1918. O comitê apoiou organizacional e financeiramente os kachaks nas áreas povoadas por albaneses da Iugoslávia, em Kosovo e Skopje (o antigo Vilaiete de Kosovo). Kachaks também atuavam em torno de Ohrid e Bitola. Em 6 de maio de 1919, o Comité apelou a uma revolta geral no Kosovo e noutras regiões habitadas por albaneses na Jugoslávia. Os Kachaks eram populares entre os albaneses, e o apoio local a eles aumentou na década de 1920, quando Hasan Prishtina tornou-se membro do parlamento albanês, Hoxhe Kadriu tornou-se Ministro da Justiça e Bajram Curri tornou-se Ministro da Guerra (1921). Todos os três eram albaneses do Kosovo. Durante este tempo, os albaneses do Kosovo sob o comando de Azem Galica iniciaram uma luta armada, também conhecida como "movimento Kachak", uma revolta em grande escala em Drenica envolvendo cerca de 10.000 pessoas sob o comando de Galica. A revolta foi reprimida pelo exército iugoslavo. Os conflitos armados entre o exército iugoslavo e os Kachaks ocorreram nos anos de 1920 e 1921, 1923, com um renascimento em 1924. Uma das conquistas foi a criação da “zona neutra” em torno de Junik que serviria para pôr em risco a fronteira e fornecer munições e outros apoios logísticos aos Kachaks.

## Legado
Eles são amplamente representados no folclore albanês. Colaboradores albaneses na Iugoslávia durante a Segunda Guerra Mundial também eram conhecidos como Kachaks.

## Pessoas notáveis
- Bajram Curri (1862–1925)
- Azem Galica (1889–1924)
- Qerime Shotë Galica (1895–1927) [13]
- Zef Kol Ndoka (1883-1924)
- Hysni Curri (?-1925)
- Ajet Sopi Blata
- Agan Koja
- Mehmet Pashë Deralla
- Sali Butka
- Osman Taka
- Asllan Curri
- Idriz Seferi
- Bajram Balota
- Sadik Rama
- Isa Boletini
- Jusuf Mehonja

### Leitura Adicional
- Maliković, Dragi (2005). Kačački pokret na Kosovu i Metohiji: 1918-1924. [S.l.]: Institut za srpsku kulturu. ISBN 9788682797449
- Maliković, Dragi (2003). «The Kachak movement in Kosovo and Metohija from 1922-1924» (PDF). Baština (15): 89–102
- Maliković, Dragi (2001). «Kačački pokret na Kosovu i Metohiji 1918-1924». Novopazarski zbornik (25): 231–257